# ولکو بولائیچ
ولکو بولائیچ (صربی: Veljko Bulajić؛ ۲۲ مارس ۱۹۲۸ - ۲ آوریل ۲۰۲۴) فیلم‌نامه‌نویس، کارگردان فیلم و بازیگر اهل کرواسی بود  که برندهٔ جایزه کالینگا یونسکو شد.
از فیلم‌ها یا مجموعه‌های تلویزیونی که وی در آن‌ها نقش داشته است، می‌توان به سرزمین موعود، ولتاژ بالا و لیبرتاس اشاره نمود.